# Mózg (singel)
Mózg – pierwszy solowy singel polskiej wokalistki Misi Ff. Został wydany we wrześniu 2013 pod szyldem Chaos Management. Zdjęcie okładki wykonał Kuba Dąbrowski. "Mózg" jest 1. z kolei utworem na płycie Epka, na której znalazł się również remiks (B. Szczęsny rmx). Piosenka, skomponowana przez amerykańską artystkę Rykardę Parasol, z tekstem Misi Furtak ułożonym na kształt gry słownej, uzyskała nominację do Fryderyka 2014 w kategorii Utwór Roku.

## Notowania
| Lista                                     | Pozycja |
| ----------------------------------------- | ------- |
| Lista Przebojów Programu Trzeciego        | 36      |
| Aferzasta Lista Przebojów Radio Afera     | 10      |
| Mniej Więcej Lista - Polskie Radio Zachód | 13      |
| Lista przebojów z charakterem RDC         | 18      |

## Teledysk
Wideoklip zrealizowany przez Kazika Zbąskiego został opublikowany w serwisie YouTube 18 października 2013.